# 中國殯葬史
中國境內流行許多葬禮，有土葬、火葬、水葬、天葬、崖葬、懸棺葬、塔葬、海葬、樹葬、花葬等。漢族為代表葬禮是土葬，在古代，土葬最能表现阶级和等级的差别，故夏，殷等朝代都用土葬，《周禮》對土葬有極詳細的規定，甚至有人殉。土葬形式主要有：竖穴墓、大石墓、瓮棺葬、石棺葬、砖石墓、洞室墓、木椁墓、船棺葬等。土葬之習俗，劳民伤财，滥占耕地，漸為火葬所取代。

## 三代
《周礼》说“众生必死，死必归土”，《韩詩外传》说“人死曰鬼，鬼者归也，精气归于天，肉归于地。”
《诗经·信南山》描写周人在郊外祖先墓地扫墓、祭祀的场景：“我仓既盈，我瘐维亿。以为酒食，以享以祀，以孚以侑，以介景福。孝孙有庆，报以介福，万寿无疆！”。
孔子認為“葬之以礼，祭之以礼”，“棺椁必重，衣食必多，文绣必繁，丘陇必巨”以及“身体发肤，受之父母，不敢毁伤”。《史记·孔子世家》记载：“孔子母死，乃殡五父之衢，盖其慎也。乡人挽父之母诲孔子父墓，然后往合葬于防焉。”
《墨子·节葬》云：“秦之西有仪渠国（今甘肃庆阳及泾川一带）者，其亲戚死，聚柴薪而焚之……”
《荀子·大略》云：“氏羌之虏也，不忧其系垒也，而忧其不焚也。”
《孟子·滕文公》云：“上古尝有不葬其亲者，其亲死则举而委之壑。他日过之，狐狸食之，蝇嘬之，其颡有泚，睨而不视，……盖归反筐里而掩之”。
赵晔《吴越春秋》云：“吴亡后，越浮西施与江，令随鸱夷以终。”，意思是西施被沉江，故《管锥藏经》卷六百一十五皮日休五绝《馆娃宫怀古》有“不知水葬今何处，溪月弯弯欲效颦”。

## 秦朝
《史记·秦始皇本纪·集解》载述：秦始皇动用72万人为自己建造坟墓，“坟高五十丈，周回五里余，号曰‘皇陵’，至今尚在。”

## 漢朝
徐天麟《東漢會要》有“禁厚葬”一章，輯錄了自光武帝至安帝關於禁止厚葬的詔書，又採王符《潛夫論》中對東漢厚葬陋習的批評。
建安十三年，曹沖病重不治，去世時年僅13歲。曹操十分難過，曹丕寬慰曹操，曹操道：「此我之不幸，而汝曹之大幸也」。曹操欲求合葬於司空掾邴原亡女，邴原以「嫁殤非禮」（《周禮·地官·媒氏》有“禁遷葬者，與嫁殤者”）拒絕，後與甄氏亡女合葬。

## 南北朝
李延寿《南史·扶南国传》载：“死者有四葬，水葬则投之江流；火葬则焚为灰烬；土葬则瘗埋之；鸟葬则弃之中野。”
《太平御览》卷47載梁陈间顾野王“地仙之宅，半崖有悬棺数千”。

## 唐朝
玄奘前往印度，親見印度人的葬俗，《大唐西域記·印度總述》載述：「送終殯葬，其儀有三：一曰火葬，積薪焚燎；二曰水葬，沉水漂散；三曰野葬，棄林飼獸。」
宪宗元和六年（811年）条令，规定官民丧葬所使用的扛夫、挽歌人数，明器数量。（《唐会要·葬》）
唐穆宗长庆三年（823年）下令，民间丧葬祭奠不能用金银、锦绣做饰物，不得陈设音乐。
唐明宗长兴二年（931年），规定官民出丧时使用的扛夫、挽歌人数，明器件数，“如用乐，则责罚伶人”。（《宋史·礼志》）

## 五代
《周书·异域传下》（卷50）記載突厥人，“择日，取亡者所乘马及经服用之物，并尸俱焚之，收其余灰，待时而葬”。

## 宋朝
建隆三年（962年）三月，宋太祖下令禁止火葬：“近代以来，率多火葬，甚愆典礼，自今宜禁之。”（《续通典·礼典》）
开宝三年（970年）宋太祖诏令开封府，“禁丧葬之家不得用道、释威仪及装束异色人物前引”（《宋史·礼志》）。
司马光说火葬是学习「羌族葬法」（《续通典》卷八十二引司马光《仪书》）。司马光又说：“今世俗信术者妄言，以为葬不择地及岁月日时，则子孙不利，祸殃总至，乃至终丧除服，或十年，或二十年，或终身，或累世犹不葬。”
南宋绍兴二十七年（1157年）监登闻鼓院范同上奏，说“今民俗有所谓火化者，生则奉养之具唯恐不至，死则燔爇而弃捐之，何独厚于生而薄于死乎？甚者焚而置之水中，识者见之动心。”“方今火葬之惨，日益炽甚”，並建朝廷立义地令贫民葬亲，“贫无葬地者，许以官地安葬”。次年（1158年）户部侍郎荣儗上言，以為有穷人葬不起，客死他乡者的后人也难于尽使亲尸返里，建议“除豪富士族申严禁止外，贫下之民并客旅远方之人，若有死亡，姑从其便”。宋高宗批准。
宋释普济《五灯会元》卷第二有云：“于仪凤二年正月十日示灭，颜色不变，屈伸如生。室有异香，经旬不歇，遗言水葬焉。”
文惟简《虏廷事实》中记载：“其富贵之家，人有亡者，以刃破腹，取其肠胃涤之，实以香药盐矾，五采缝之，又以尖苇筒刺于皮肤，沥其膏血且尽，用金银为面具，铜丝络其手足。”

## 元朝
元朝規定土著汉人一律土葬（《续通典·礼典》）。

## 明朝
洪武三年（1370年）下令，禁止浙江等处的水葬和火葬，违者治以重罪。
《明律·礼律》规定：“其从尊长遗言将尸烧化及弃置水中，杖一百。”
《明律·刑律·盗贼》则强行规定：“其子孙毁弃（即火葬、水葬）祖父母、父母及奴婢、雇工人毁弃家长死尸者斩。”
《明史·礼志》也规定：“若贫无地者，所在官司择宽阔闲地为义冢，俾之葬埋。或有宦游远方，不能归葬者，官给力费以昆之。”
明嘉靖《尤溪縣志·地理卷·謠俗》記載，「普通民眾去世，屍體積柴而焚之」。

## 清朝
顺治五年（1648年）四月，清朝公布「丧葬则例」，官民人等“有愿从旧制焚化者，听之”（《清世祖实录》卷三十八）。
《大清律》规定：“其从尊长遗言将尸体烧化或置水中，杖一百”；“若私自火葬或水葬父母，按杀人罪论死刑”；“旗人、蒙古丧葬，概不许火化”。
清初江南昆山人顾炎武在《日知录·火葬》中讲：“火葬之俗盛行于江南，自宋时已有之。”钱宝廉说，“乡民无知，坚持蚕桑为重，营葬即有碍种桑之见”，故有“火葬之举”（《禁火葬录》）
同治时，有些杭州、嘉兴、湖州府人对已经土葬亲人发冢开棺，把尸体烧化，叫作“明葬”；如果尸体业已腐烂，就烧棺材，叫作“暗葬”；有的尸首僵化了，就用斧头劈开了烧化。火化时请僧道念经，并宴请亲友（《禁火葬录》）。
许瓒曾《东还纪程》载湖南常德沅江流域有“倒水岩，石皆壁立水滨，逶迤高广”，壁上凿有十洞穴，有个洞穴内藏有五具棺材，“旧传为沉香棺”。

## 中華人民共和國
1997年中華人民共和國国务院颁布《殡葬管理条例》，規定在“人口稠密、耕地较少、交通方便的地区，应当实行火葬”，并且提倡骨灰以寄存等占地少的方式（相对于埋葬）保存。
近年，中华人民共和国政府倡导生态葬，但相关部门在各省强制进行“殡葬改革”运动，引起民間的争议。

## 延伸閱讀
- 沈雪曼：〈生死與涅槃——唐宋之際佛教與世俗墓葬的交錯領域〉。
- 華琛（James L. Watson）：〈中國喪葬儀式的結構——基本形態、儀式次序、動作的首要性（页面存档备份，存于）〉。
- 羅友枝（Evelyn S. Rawski）：〈一個歷史學者對中國人喪葬儀式的研究方法（页面存档备份，存于）〉。